# Mandailles-Saint-Julien
Mandailles-Saint-Julien – miejscowość i gmina we Francji, w regionie Owernia-Rodan-Alpy, w departamencie Cantal.
Według danych na rok 1990 gminę zamieszkiwało 276 osób, a gęstość zaludnienia wynosiła 8 osób/km² (wśród 1310 gmin Owernii Mandailles-Saint-Julien plasuje się na 578. miejscu pod względem liczby ludności, natomiast pod względem powierzchni na miejscu 147.).